# Listă de filme australiene din 2015
Aceasta este o listă de filme australiene din 2015:

## Lista
| Titlu                 | Regizor           | Actori | Gen             | Note                                                                 | Premiera      |
| --------------------- | ----------------- | --- | --------------- | -------------------------------------------------------------------- | ------------- |
| Blinky Bill the Movie | Deane Taylor      | Ryan Kwanten, Rufus Sewell, Toni Collette, David Wenham, Deborah Mailman, Richard Roxburgh, Robin McLeavy, Barry Otto, Barry Humphries      | Animation       | Bazat pe Blinky Bill de Dorothy Wall                                 | 17 septembrie |
| The Dressmaker        | Jocelyn Moorhouse | Kate Winslet, Hugo Weaving, Liam Hemsworth, Judy Davis, Sarah Snook                                                                         | Drama           | Universal Pictures Baszat pe un roman omonim din 2000 de Rosalie Ham | 29 octombrie  |
| Force of Destiny      | Paul Cox          | David Wenham, Jacqueline McKenzie, Shahana Goswami                                                                                          | Drama           |                                                                      |               |
| Holding the Man       | Neil Armfield     | Ryan Corr, Craig Stott, Kerry Fox, Sarah Snook, Guy Pearce, Anthony LaPaglia                                                                | Drama           | Bazat pe cartea Holding the Man (1995) de Timothy Conigrave          | 27 august     |
| Infini                | Shane Abbess      | Daniel MacPherson, Grace Huang, Luke Hemsworth, Bren Foster, Luke Ford                                                                      | SF              |                                                                      |               |
| Last Cab To Darwin    | Jeremy Sims       | Michael Caton, Jacki Weaver | Comedie, Dramă  |                                                                      | 06 august     |
| Mad Max: Fury Road    | George Miller     | Tom Hardy, Charlize Theron, Nicholas Hoult, Zoë Kravitz, Abbey Lee, Riley Keough, Hugh Keays-Byrne, Nathan Jones, Rosie Huntington-Whiteley | Science Fiction | Warner Bros. Sequel al Mad Max Beyond Thunderdome (1985)             | 15 mai        |
| Oddball               | Stuart McDonald   | Shane Jacobson, Sarah Snook | Drama           |                                                                      | 17 septembrie |
| Paper Planes          | Robert Connolly   | Sam Worthington, Ed Oxenbould, David Wenham, Deborah Mailman                                                                                | Drama           | Footprint Films                                                      | 15 ianuarie   |
| Partisan              | Ariel Kleiman     | Vincent Cassel | Drama           | Animal Kingdom                                                       | 28 mai        |
| Ruben Guthrie         | Brendan Cowell    | Patrick Brammall, Alex Dimitriades, Abbey Lee                                                                                               | Drama           |                                                                      | 16 iulie      |
| Strangerland          | Kim Farrant       | Nicole Kidman, Joseph Fiennes, Hugo Weaving                                                                                                 | Thriller        |                                                                      |               |
| UNindian              | Anupam Sharma     | Tannishtha Chatterjee, Brett Lee | Drama           |                                                                      | 15 octombrie  |

## Legături externe
- Filme australiene din 2015 la IMDb.com